# Asellaria ligiae
Asellaria ligiae är en svampart som beskrevs av Tuzet & Manier ex Manier 1968. Asellaria ligiae ingår i släktet Asellaria och familjen Asellariaceae.   Inga underarter finns listade i Catalogue of Life.